# Новоюрьево (Тамбовская область)
Новою́рьево — село в Староюрьевском районе Тамбовской области России. Административный центр Новоюрьевского сельсовета.

## География
Деревня находится в северо-западной части Тамбовской области, в лесостепной зоне, в пределах Окско-Донской низменной равнины.

### Климат
Климат умеренно континентальный, с холодной продолжительной зимой и тёплым летом. Среднегодовая температура воздуха — 4 — 6 °С. Средняя температура воздуха самого холодного месяца (января) — −11,5 — −10,5 °C (абсолютный минимум — −39 °C); самого тёплого месяца (июля) — 19,5 — 20,5 °C (абсолютный максимум — 40 °С). Средняя продолжительность периода с температурой выше 10 °C колеблется от 141 до 154 дней. Среднегодовое количество атмосферных осадков варьирует в пределах от 400 до 650 мм. Продолжительность залегания снежного покрова составляет в среднем 135 дней.

## История
Первое упоминание о поселении людей в местных краях можно отнести ко второй половине 16 века, когда под большим Юрьевом лесом, располагавшемся по обоим берегам Лесной Воронеж, была основана сторожка для оберега «Украинных» земель Рязанского княжества. «Денно и нощно, не слезая с коней, 6-10 человек наблюдали участки в 50-70 верст». В 1643 году под большим Юрьевом лесом была основана часовня Архангела Михаила, а в 1651 году, в царствование Михаила Федоровича – первого царя династии Романовых в селе под Юрьевом лесом было уже 50 дворов и жителей числом 200 из служивых людей города Козлова. В Ревизских сказках 1762-1767гг. село значится уже как Юрьево, заселенное однодворцами Федосьей Михайловой дочерью Суздальцовой, Александром, Петром Андреевыми детьми Реткиных: 1273 человека, домов числом 205. Фамилии впоследствии дали название улицам и окрестным деревенькам.
По легенде жителей мимо проезжали татары Чурик и Юрик. После там образовались поселения и назвали их с. Чурюково и с. Юрьево. Территория землевладения расширялась и люди захватывали земли дальше. В 10 верстах от Юрьева (С 1812 года, с образованием выселок из села, стало называться Старое Юрьево) возникло другое село, которое его основатели назвали Новым Юрьевом.
В 1833 году в селе на собранные жителями средства была построена церковь. На рубеже XIX и XX веков трапезную и колокольню при церкви перестроили. 
Из рапорта Благочинного в «Тамбовских Епархиальных Ведомостях» (1861г, №13) по вопросу пожара в бывшем селе Новом Юрьеве случившегося 07.05.1861 в воскресный день. Почти все со службы убежали спасать свои дома. Тогда сгорело 140 домов, погибли 6 человек, в том числе и 3-х летний мальчик, при этом дома тех немногих, кто продолжил службу в храме, остались нетронутыми.
Согласно энциклопедическому словарю Брокгауза и Ефрона в конце XIX века село Новое Юрьево при речках Ситовке и Гремучей относилось к Козловскому уезду Тамбовской губернии. В селе имелась земская школа и школа грамоты, постоялый двор, 4 лавки, проживало 5629 человек в 715 дворах.
По справкам музейной комнаты численность населения в 1899 г - 4834 чел, в 1911 г. в 810 дворах проживали 3000 мужчин и 3100 женщин. По переписи населения 1926 года в Новоюрьеве проживало 3210 чел., в 1928 году – 6506 чел.

## Население
| 1900 | 1911  | 2010  |
| ---- | ----- | ----- |
| 5629 | ↗6100 | ↘1649 |

В 1911 году в селе насчитывалось 810 дворов, в которых проживали 3000 мужчин и 3100 женщин. 

## Известные уроженцы, жители
В селе родились:
- Георгий Алексеевич Сутормин (1917—1945) — участник Великой Отечественной войны, Герой Советского Союза.
- Надежда Викторовна Прокопьева (род. 1963) — учёный-правовед, государственный деятель.

## Русская православная церковь
Первая церковь была построена на средства прихожан в 1823 году. На рубеже XIX и XX веков трапезную и колокольню при церкви перестроили. Церковь была каменной, холодной, но уже в 1832 году был заложен камень под строительство церкви Михаила Архангела и только в 1837 году храм освятили и в нем началась служба. Кирпич, известь, прочие строительные материалы завозились на конных повозках из Сосновки, Мичуринска, Тамбова. Все работы производились вручную. К возведению храма допускались исключительно верующие люди.
В начале 1930-х годов церковь в селе была закрыта, но в 1947 году открыта снова. Затем в 1962 году она была закрыта вновь, иконы увезены в неизвестном направлении, а помещение церкви стало использоваться под склад.
В 1982 в церкви произошел пожар. Огнем были полностью уничтожены купола. Обгоревший остов храма не украшал центр села и местные власти не могли решить: то ли снести церковь совсем, то ли ее реставрировать и только по просьбе верующих церковь в 1989 году была снова открыта.
Из Москвы приехал священнослужитель Лев С. Ю. и вместе с прихожанами начал восстановительные работы в церкви. На пожертвование селян, на энтузиазме прихожан, местных мастеров, церковь приобрела свой настоящий облик.
В настоящее время церковь села трехпрестольная. С главным престолом Михаила Архангела, справа святителя Николая Чудотворца, слева Серафима Саровского.

## Инфраструктура
Личное подсобное хозяйство с зоной сельскохозяйственного использования, индивидуальная застройка усадебного типа.

## Транспорт
Автобусное сообщение с райцентром. 